# Język uzbecki
Język uzbecki (uzb. O‘zbek tili, Oʻzbekcha; Ўзбек тили, Ўзбекча) – język z rodziny języków tureckich, urzędowy w Uzbekistanie. Dane mówiące o liczbie mówiących językiem uzbeckim są rozbieżne. Zgodnie ze spisem powszechnym, przeprowadzonym w 1989 roku, językiem uzbeckim na terenie byłego ZSRR posługiwało się ok. 16,7 mln osób. Poza Uzbekistanem uzbecki jest i był w przeszłości używany głównie w Afganistanie, gdzie liczbę jego użytkowników ocenia się na ok. 1,2–1,4 mln osób. Uzbeckim posługują się także Uzbecy osiadli w sąsiednich republikach środkowoazjatyckich: w Kazachstanie, Kirgistanie, azjatyckiej części Rosji, w Turkmenistanie, a także w Chinach. Stosunkowo niewielkie skupiska emigrantów uzbeckich występują w Australii, Izraelu, Niemczech, Turcji, na Ukrainie i w Stanach Zjednoczonych. W 2019 roku w Polsce był tylko jeden aktywny tłumacz przysięgły języka uzbeckiego.
Jeśli chodzi o specyfikę języka uzbeckiego, bardzo charakterystyczna jest nieobecność harmonii wokalicznej, typowej dla innych języków tureckich. W fonetyce, gramatyce oraz leksyce widoczne są bardzo silne wpływy języka perskiego, w leksyce obecne są również zapożyczenia arabskie (starsze) oraz rosyjskie (nowsze).

## Alfabet uzbecki
Język uzbecki do 1927 roku zapisywany był alfabetem arabskim, później łacińskim, od 1940 roku w czasach Uzbeckiej SRR – cyrylicą. Od 1992 roku oficjalnym zapisem jest alfabet oparty na angielskim wariancie pisma łacińskiego (z dwuznakami „ch”, „sh”, z „j” dla dźwięku ʤ), jednak w użyciu jest także cyrylica. Ludność uzbecka w Chinach i Afganistanie stosuje zapis alfabetem arabskim.
| Arabski    | Cyrylica | Łaciński | Wymowa IPA |
| ---------- | -------- | -------- | ---------- |
| ﺍ, ه       | А а      | A a      | æ          |
| ﺏ          | Б б      | B b      | b          |
| چ          | Ч ч      | Ch ch    | ʧ          |
| ﺩ          | Д д      | D d      | d          |
| ﻩ          | Е е      | E e      | e          |
| ﻑ          | Ф ф      | F f      | f          |
| گ          | Г г      | G g      | ɡ          |
| ﻍ          | Ғ ғ      | Gʻ gʻ    | ɣ          |
| ﺡ, ﻩ       | Ҳ ҳ      | H h      | h          |
| ی          | И и      | I i      | i          |
| ﺝ, ژ       | Ж ж      | J j      | ʤ, ʒ       |
| ﻙ          | К к      | K k      | k'         |
| ﻕ          | Қ қ      | Q q      | q          |
| ﻝ          | Л л      | L l      | l          |
| ﻡ          | М м      | M m      | m          |
| ﻥ          | Н н      | N n      | n          |
| ﺍ          | О о      | O o      | ɒ          |
| ﻭ          | Ў ў      | Oʻ oʻ    | o          |
| پ          | П п      | P p      | p          |
| ﺭ          | Р р      | R r      | r          |
| ﺙ, ﺱ, ﺹ    | С с      | S s      | s          |
| ﺵ          | Ш ш      | Sh sh    | ʃ          |
| ﺕ, ﻁ       | Т т      | T t      | t          |
| ﻭ          | У у      | U u      | u          |
| ﻭ          | В в      | V v      | v, w       |
| ﺥ          | Х х      | X x      | x, χ       |
| ی          | Й й      | Y y      | j          |
| ﺫ, ﺯ, ﺽ, ﻅ | З з      | Z z      | z          |
| ء, ع       | Ъ ъ      | ʼ        | ʔ          |

- Cyrylickim literom Ё ё, Ю ю, Я я odpowiadają łacińskie dwuznaki Yo yo, Yu yu, Ya ya.
- Cyrylickiej literze Е е na początku wyrazu i po samogłoskach odpowiada łaciński dwuznak Ye ye. Po spółgłosce odpowiada natomiast E e.
- Cyrylickiej literze Ц ц odpowiada łaciński dwuznak Ts ts lub litera S s, w zależności od pozycji w wyrazie.
- Cyrylickiemu zbiegu liter сҳ w alfabecie łacińskim odpowiada zestawienie sh.
- Cyrylickiej literze Э э odpowiada łacińska litera E e.

## Harmonia samogłosek
Język perski miał silny wpływ na kształtowanie się języka uzbeckiego. Poza użyczeniem mu dużej ilości słów wpłynął również na fonetykę uzbecką, w tak dużym stopniu, że standard języka uzbeckiego jest jedynym standardem języka turkijskiego, gdzie nie występuje harmonia samogłosek. 
| polski   | turecki  | uzbecki  |
| -------- | -------- | -------- |
| skrzydło | kanat    | qanot    |
| skrzydła | kanatlar | qanotlar |
| grunt    | yer      | yer      |
| grunty   | yerler   | yerlar   |

System samogłosek perskich, identyczny do uzbeckiego.

Ponadto, zestaw samogłosek uzbeckich i perskich jest identyczny, czyli /æ/, /ɒ/, /e/, /i/, /o/, /u/.

## Zwroty
- dzień dobry – assalomu alaykum (ассалому алайкум)
- do widzenia – xayr (хайр)
- dziękuję – rahmat (раҳмат)
- proszę (kiedy coś daję) – marhamat (марҳамат)